# Atomino (Comic)
Atomino ist eine italienische und deutsche Comicserie sowie gleichnamige Comicfigur aus den 1960er Jahren.

## Veröffentlichungsgeschichte
Der Comic Atomino wurde vom italienischen Kinderbuchautor Marcello Argilli geschrieben und zeichnerisch von Vinicio Berti umgesetzt. Er erschien erstmals am 13. Juni 1963 als ganzseitiger Abdruck in der wöchentlichen Kinderbeilage Il Pioniere dell'Unità in der italienischen Tageszeitung L’Unità. Der Comic erschien in dieser Zeitung mit insgesamt 150 Episoden bis Dezember 1966. Ein Teil dieser Geschichten wurde 1968 zunächst in einer sechsteiligen Heftreihe und noch im gleichen Jahr als 120-seitiges Buch veröffentlicht. Parallel dazu erschien eine illustrierte Romanfassung der Geschichten in Italien.
Vom 11. März 1967 bis März 1974 erschien eine zweite Serie in der ebenfalls wöchentlich erscheinenden und Pioniere genannten Kinderbeilage der Frauenzeitschrift Noi Donne. In der französischen Jugendzeitschrift Pif Gadget wurden ebenfalls Geschichten sowie dazu Bastelbögen und Spiele zu Atomino veröffentlicht.
Ab August 1964 begann die DDR-Kinderzeitschrift FRÖSI mit dem Nachdruck des Comics unter dem Namen Atomino. Gegenüber dem Original wurden die Sprechblasen bearbeitet, größtenteils entfernt und als Bildunterschrift eingesetzt. Die Bilder wurden teilweise nachkoloriert, umgestellt oder ergänzt, und die Serien wurden teilweise gekürzt und einige gar nicht übernommen. Die Übersetzung aus dem Italienischen wurde von Egon Wiszniewsky vorgenommen und einige neu bearbeitete bzw. neue Zeichnungen erstellte Klaus-Dieter Sommer. Das Echo der Leser auf den Comic war so positiv, dass die Serie bis 1983 Bestandteil der Zeitschrift blieb. Ebenfalls in der FRÖSI erschienen als Beilage 1968 und 1969 insgesamt 14 Hefte im Piccolo-Format. Auch wurden in der Kinderzeitschrift FRÖSI die Figuren aus dem Comic Thema von Bastelbögen und Spielen. Anschließend wurden zwei ca. 170-seitige Bücher mit Geschichten des Autors vom Kinderbuchverlag Berlin herausgegeben, wovon die erste Publikation von 1970 von Vinicio Berti illustriert und die zweite Publikation von 1979 von Manfred Bofinger neu gestaltet wurde.

## Inhalt
Die Hauptcharaktere der Geschichten sind Atomino und seine Freundin Smeraldina. Atomino ist ein atombetriebener Roboter und dadurch mit übernatürlichen Fähigkeiten ausgestattet, was ihn in die Lage versetzt, seine Probleme auch in der Art eines Superhelden zu lösen. Im Gegensatz dazu hat er aber auch menschliche Wesenseigenschaften und einen gutmütigen Charakter, darüber hinaus tritt er immer für die „gute Sache“ ein. Seine Freundin Smeraldina ist ein junges italienisches Mädchen, das Atomino unterstützt und ihm hilft. Atomino wird dabei meist als Tüftler und Erfinder dargestellt, der die Leser durch die Welt der Naturwissenschaften und der Technik führt. In der langen Fortsetzungsserie bekommt es Atomino mit aktuellen politischen Problemen in Italien wie der Arbeitslosigkeit, der Mafia und den Schattenseiten des sogenannten Imperialismus des Landes zu tun. Atomino wird außerdem bei seinen italienischen Abenteuern auch von skrupellosen Wissenschaftlern, Rüstungsbossen und Militärs verfolgt, die versuchen, ihn für ihre Zwecke zu missbrauchen. Später erleben die beiden auch verschiedene Abenteuer, die sie in unterschiedliche, vornehmlich sozialistische Länder führen.